# St. Gallus (Bichishausen)

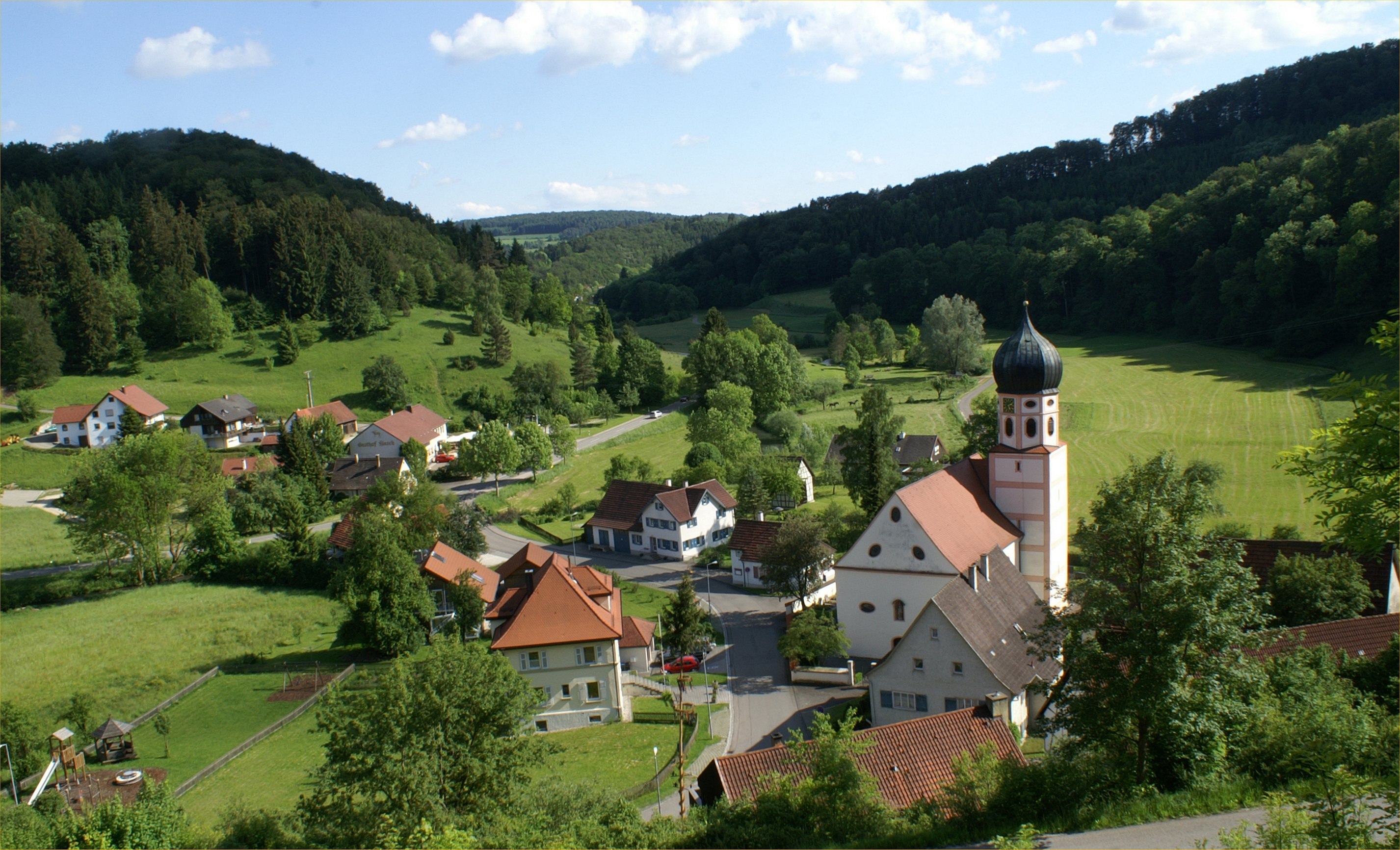
St. Gallus in Bichishausen

Die römisch-katholische Pfarrkirche St. Gallus steht in Bichishausen, einem Gemeindeteil der Stadt Münsingen im Landkreis Reutlingen in Baden-Württemberg. Die Kirchengemeinde gehört zum Dekanat Reutlingen-Zwiefalten der Diözese Rottenburg-Stuttgart. Die Kirche ist als Denkmal beim Landesamt für Denkmalpflege Baden-Württemberg eingetragen.

## Beschreibung
Die barocke Saalkirche wurde 1735 erbaut. Sie besteht aus einem Langhaus, einem eingezogenen, dreiseitig geschlossenen Chor im Süden und einem Kirchturm auf quadratischem Grundriss, ein ursprünglicher Chorturm, an der Südwestecke des Langhauses. Der Kirchturm wurde mit einem achteckigen Geschoss aufgestockt, um die Turmuhr und den Glockenstuhl unterzubringen, und mit einer Zwiebelhaube bedeckt.
Die Orgel auf der Empore wurde 1917 als Opus 49 von der Reiser Orgelbau errichtet.